# Équipe de République centrafricaine masculine de basket-ball
Cet article traite de l'équipe masculine. Pour l'équipe féminine, voir Équipe de République centrafricaine féminine de basket-ball.
Maillots
L'équipe de République centrafricaine masculine de basket-ball est l'équipe nationale qui représente la République centrafricaine lors des compétitions internationales masculine de basket-ball. Elle est placée sous l'égide de la Fédération de République centrafricaine de basket-ball (FCBB). L'équipe est affiliée à la FIBA depuis 1963.

## Histoire
L'équipe existe depuis l'indépendance du pays en 1960 après que le sport soit introduit dans le pays par les Pères Jésuites. François Pehoua est considéré comme le père du basket-ball centrafricain, fondant la Fédération centrafricaine de basket-ball à l'âge de 25 ans.
Les années 1960 font place à des joueurs talentueux tels que Pascal Darlan, Jean-Marie Songomalé, Psimis, Samba-Bénam, Sabin Kotéké, Lazare Yagao, Dieudonné Wazoua, Justin Salamaté, Joseph Pingama qui sont formés à l'école du basket-ball américain et européen. Le basket-ball centrafricain se démarque alors son style de jeu rapide ponctué d'adresse et qui lui permettra de remporter la Coupe des Tropiques. L'équipe relancée, la RCA va donc recevoir des équipes venant des États-Unis (Sports Ambassadeurs), de la Chine et d'Europe (Caen B.C).
Bien plus tard, toujours dans cette décennie, de nouveaux joueurs se feront connaître : Jean-Marc Anesot, Igor Follot Sonny Pokomandji, Bernabé Sanga, Koyt, Eloi Limbio, Mathieu Bisseni, Marcel Bimalé, Jean Bengué, Gaston Gambor, Aimé Yessé, Prosper Indo. Ils étaient surnommés les "Nikpa" c'est-à-dire les Sangsues.  
La sélection remporte la médaille de bronze du Championnat d'Afrique 1968 à Casablanca. Elle prend part aux Championnats d'Afrique d'Alexandrie en 1970 et Dakar en 1972 à l'issue desquels elle termine à la 4e place. 
En 1974, l'équipe nationale est sacrée championne d'Afrique à Bangui, avec Jean Bengué, Ngounio, Jacques Adam, Koyou, Bernabé Sanga, Gaston Gambor, Jacques Séréfio, Martin Ngoko, Marcel Bimalé, Jacques Malimaka, Wilibozoumna, Kodjo et Igor Follot Sonny Pokomandji. L'équipe masculine participera ainsi aux championnats du monde de 1974 à Porto Rico.
Le régime de Bokassa, qui a pourtant permis l'essor de la sélection, en deviendra le frein. L'équipe nationale se distingue lors du Championnat de la Zone 4 à Libreville en 1976; mais elle ne participera plus à aucun Championnat d'Afrique durant cette décade.

## Résultats

### Palmarès
| Compétitions mondiales                             | Compétitions continentales                                                                        |
| -------------------------------------------------- | ------------------------------------------------------------------------------------------------- |
| - Jeux olympiques - Néant - Coupe du monde - Néant | - AfroBasket - Vainqueur en 1974 et 1987 - Troisième en 1968 - Jeux africains - Finaliste en 1991 |

### Parcours en compétitions internationales

#### Jeux olympiques
| Année | Position           |      | Année         | Position     |               | Année | Position |
| 1936  | Équipe inexistante | 1976 | Non qualifiée | 2008         | Non qualifiée |       |          |
| 1948  | Équipe inexistante | 1980 | Non qualifiée | 2012         | Non qualifiée |       |          |
| 1952  | Équipe inexistante | 1984 | Non qualifiée | 2016         | Non qualifiée |       |          |
| 1956  | Équipe inexistante | 1988 | 10e           | 2020         | Non qualifiée |       |          |
| 1960  | Équipe inexistante | 1992 | Non qualifiée | 2024         | Non qualifiée |       |          |
| 1964  | Non qualifiée      | 1996 | Non qualifiée | 2028         | -             |       |          |
| 1968  | Non qualifiée      | 2000 | Non qualifiée | 2032         | -             |       |          |
| 1972  | Non qualifiée      | 2004 | Non qualifiée | Pays inconnu | -             |       |          |

#### Coupe du Monde
| Année | Position           |      | Année         | Position |               | Année | Position |
| 1950  | Équipe inexistante | 1978 | Non qualifiée | 2006     | Non qualifiée |       |          |
| 1954  | Équipe inexistante | 1982 | Non qualifiée | 2010     | Non qualifiée |       |          |
| 1959  | Équipe inexistante | 1986 | Non qualifiée | 2014     | Non qualifiée |       |          |
| 1963  | Non qualifiée      | 1990 | Non qualifiée | 2019     | Non qualifiée |       |          |
| 1967  | Non qualifiée      | 1994 | Non qualifiée | 2023     | Non qualifiée |       |          |
| 1970  | Non qualifiée      | 1998 | Non qualifiée | 2027     | -             |       |          |
| 1974  | 14e                | 2002 | Non qualifiée | 2031     | -             |       |          |

#### AfroBasket
| Année | Position           |       | Année         | Position     |               | Année | Position |
| 1962  | Équipe inexistante | 1983  | 7e            | 2005         | 5e            |       |          |
| 1964  | Non qualifiée      | 1985  | 5e            | 2007         | 7e            |       |          |
| 1965  | Non qualifiée      | 1987  | Vainqueur     | 2009         | 6e            |       |          |
| 1968  | Troisième          | 1989  | 7e            | 2011         | 6e            |       |          |
| 1970  | 4e                 | 1992  | 6e            | 2013         | 13e           |       |          |
| 1972  | 4e                 | 1993  | Non qualifiée | 2015         | 14e           |       |          |
| 1974  | Vainqueur          | 1995' | Non qualifiée | 2017         | 11e           |       |          |
| 1975  | Non qualifiée      | 1997  | 5e            | 2021         | 14e           |       |          |
| 1978  | Non qualifiée      | 1999  | Non qualifiée | 2025         | Non qualifiée |       |          |
| 1980  | Non qualifiée      | 2001  | 9e            | 2029         | -             |       |          |
| 1981  | Non qualifiée      | 2003  | 5e            | Pays inconnu | -             |       |          |

## Joueurs célèbres
- Michael Mokongo
- Eugène Pehoua-Pelema
- Romain Sato
- Lionel Bomayako
- Max Kouguère
- Aubin-Thierry Goporo
- Frédéric Goporo
- Anicet Lavodrama
- Pascal Darlan
- Jean-Marie Songomali
- Sabin Kotéké
- Lazare Yagao
- Eloi Limbio
- Maxime Zianveni
- Gaston Gambor
- Thierry Darlan